# جوزپه والادیه

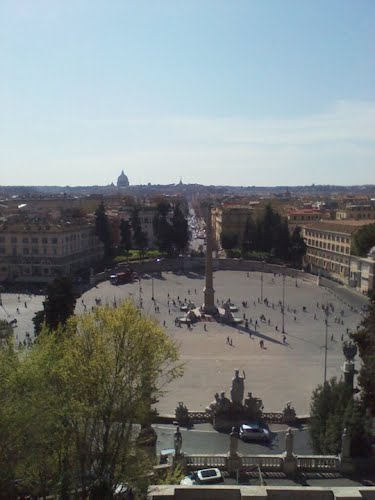
میدان پوپولو، یکی از آثار مشهور والادیه در زمینهٔ طراحی شهری.

جوزپه والادیه (به ایتالیایی: Giuseppe Valadier) (متولد ۱۴ آوریل ۱۷۶۲، متوفی به ۱ فوریهٔ ۱۸۳۹) معمار و شهرساز اهل ایتالیا است. او را از پیشروان سبک نئوکلاسیسیسم ایتالیا می‌دانند.
در دانشنامه ایتالیانا در بارهٔ والادیه چنین آمده است: «نخستین معمار ایتالیایی عصر جدید بود که به شهرسازی، با توجهی که به حفظ باغ‌ها و پارک‌ها در داخل شهر داشت، به شیوه‌ای علمی اشتغال ورزیده است.»
از کارهای برجستهٔ او می‌توان به طراحی میدان پوپولو در شهررم اشاره کرد.
از دیگر آثار والادیه یک معبد نئوکلاسیک چشمگیر به نام Tempietto del Valadier در دل غارهای Frasassi Caves ، است که در سال 1828 ساخته شد. این معبد به عنوان یک مکان زیارتی در نظر گرفته شده بود که گناهکاران می توانستند در آن استغفار کنند.